# نورفولك كاونتي (أونتاريو)
نورفولك كاونتي، أونتاريو (بالإنجليزية: Norfolk County)‏ هي مدينة كندية تقع في مقاطعة أونتاريو. تبلغ مساحة هذه المدينة 1606.9131 (كم²)، ويبلغ عدد سكانها 62563 نسمة حسب إحصاء سنة 2006 م، بينما كان يسكنها 60847 نسمة في سنة 2001 م. تحتل هذه المدينة المرتبة رقم 80 بين مدن كندا حسب عدد السكان والمرتبة رقم 35 في المقاطعة. نما عدد السكان في هذه المدينة بنسبة (2.8) بين العامين المذكورين.

## أعلام
- إيفانز نولز
- بيل كامبل
- ويليام هوراس تايلور
- جون بيلي فريمان

## وصلات خارجية
- الأطلس الحكومي لكندا
- إحصاءات كندا مع ساعة تعداد السكان